# Équipe de France de cyclisme sur piste
Pour les articles homonymes, voir Équipe de France.
L'équipe de France de cyclisme sur piste, est l'équipe nationale qui représente la France en cyclisme sur piste. Elle est constituée par une sélection de cyclistes français dirigée sous l'égide de la Fédération française de cyclisme (FFC).

## Infrastructures
L'équipe de France de cyclisme sur piste s’entraîne principalement au Vélodrome de Saint-Quentin-en-Yvelines.

## Staff actuel
- Entraîneur sprint : Quentin Lafargue[1],[2]
- Entraîneur endurance : Julien Thollet

## Grands noms
| - Félicia Ballanger - Grégory Baugé - Mickaël Bourgain - Vivien Brisse - Sandie Clair - Bryan Coquard - Michaël D'Almeida - Laurent Gané - Jérôme Neuville | - Clara Sanchez - Pascale Jeuland - Morgan Kneisky - Daniel Morelon - François Pervis - Florian Rousseau - Kévin Sireau - Benjamin Thomas - Arnaud Tournant |